# Avers a revers

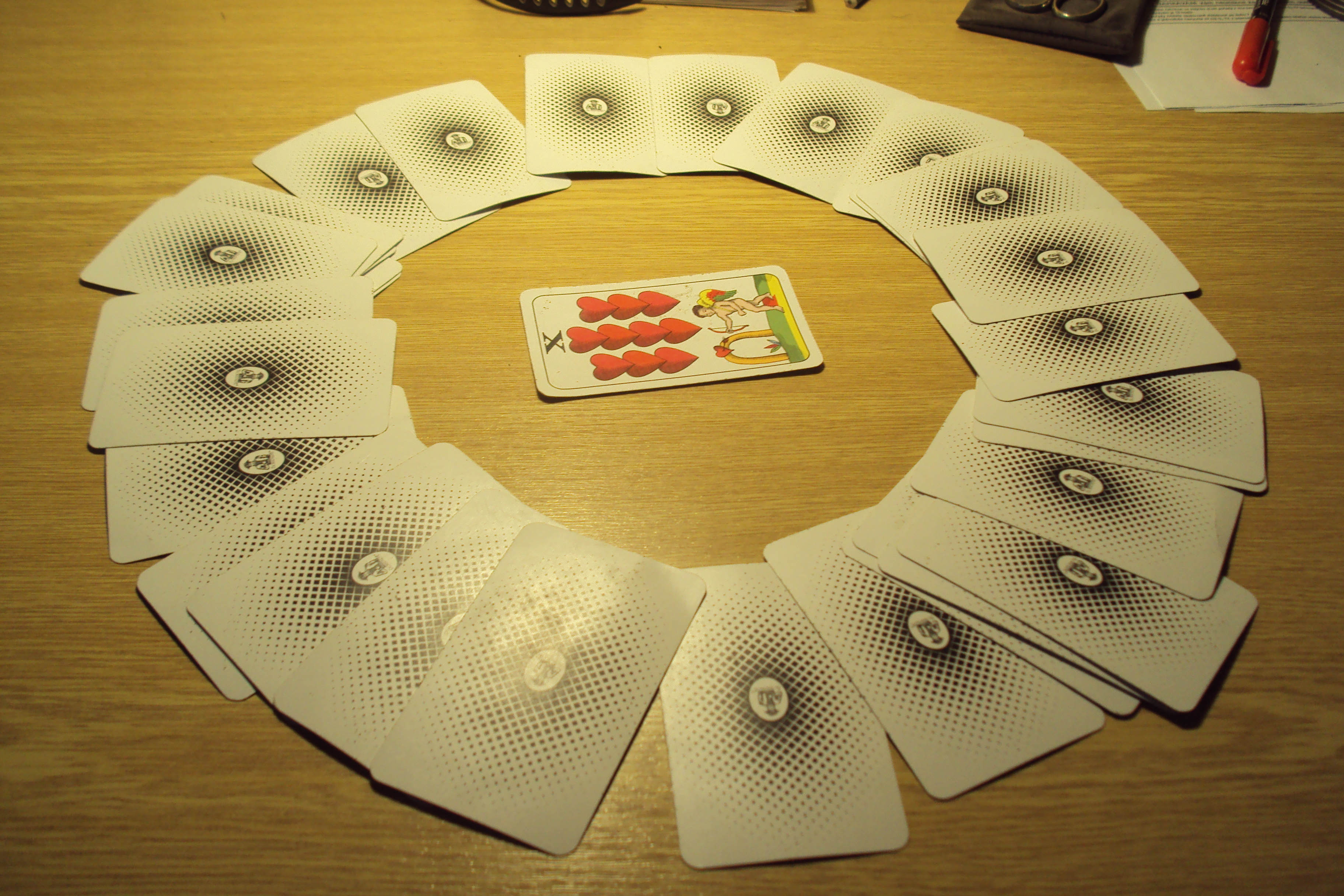
Karty kolem obrácené v reversu, středová v aversu

Avers a revers (také averz a reverz) neboli líc a rub jsou dvě odlišené strany mince, medaile, bankovky, vlajky, karty či jiného plochého předmětu s odlišenými stranami. Zatímco u hracích karet je rozlišení aversu (líce) s obrázkem a reversu (rubu) s jednotným vzorkem zřejmé a jednoznačné, u mincí a bankovek není na první pohled patrné. U dokumentů a stránek knihy se líc označuje recto a rub verso.

## Etymologie
Slova avers a revers pocházejí z francouzštiny a jsou odvozena z latinských slov adversus a reversus ve významu přivrácený a otočený, utvořených předponami a příčestím slovesa verto, „otáčet“.
České slovo rub je od rubati, původně asi ta strana kožešiny, která byla „odrubnuta“ (odříznuta) od masa. Odtud také „obrátit na ruby“, spodní stranou navrch. Líc pak je ze slovanského lico, tvář (viz české líce, líčka, líčiti, obličej). Odtud „lícová strana“, vnější, přední, svrchní; nastavená „tváří v tvář“.

## Užití

### Mince

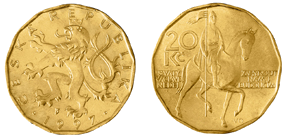
Česká dvacetikoruna: vlevo avers se státním znakem, vpravo revers s nominální hodnotou

Avers (lícní strana,  zkratka „av“ či „as“.) označuje tu stranu mince, na které je vydavatel – zpravidla státní znak nebo podobizna panovníka. Revers (rubová strana, „rv“) obsahuje obvykle nominální hodnotu mince a je to ta strana mince, kterou se od sebe mince jednoho vydavatele výrazněji odlišují.
Lícní strana českých mincí obsahuje název České republiky, státní znak (českého lva) a rok ražby, rubová strana symboly národních památek a nominální hodnotu, s výjimkou padesátikoruny, která má nominální hodnotu na aversu. Euromince mají jednotnou rubovou stranu s hodnotou, lícová strana je národní, v podobě dle státu, který danou minci vydal.
V obecné řeči, zejména při házení mincí, se používá sousloví panna, nebo orel. To zřejmě pochází z 18. století, kdy na aversu tolaru byl portrét Marie Terezie a na reversu rakouský orel. Význam se však otočil: panna označuje revers, kde byla v letech 1922–1993 na jednokorunové československé minci postava mladé ženy (od roku 1957 Bedřišky Synkové) a orel označuje avers, kde je jiné heraldické zvíře – český lev.

### Bankovky

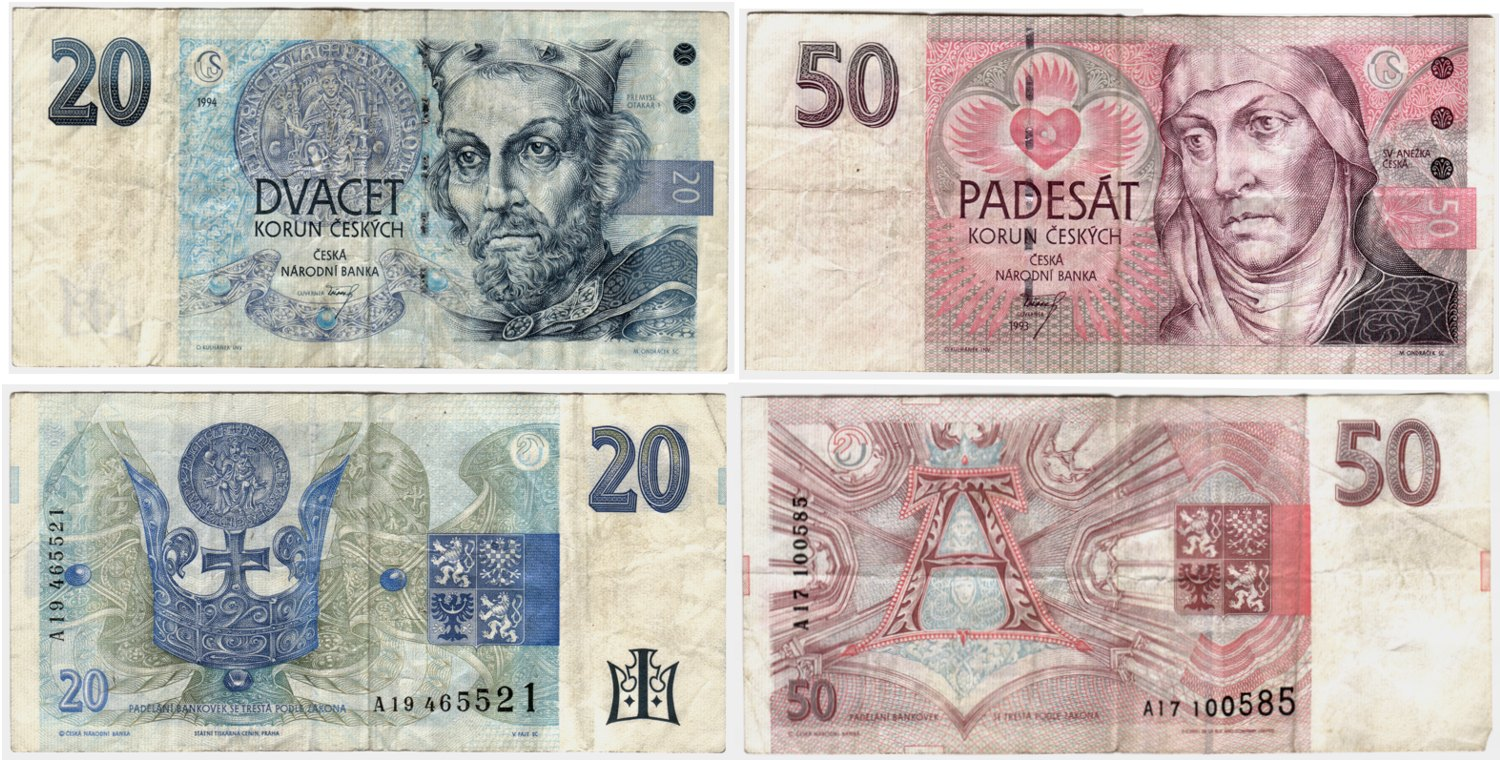
Starší české bankovky, nahoře lícní strana (avers) a dole rubová strana (revers)

Avers či lícní strana bankovky nese slovní označení nominální hodnoty, případně i podpis ministra nebo guvernéra, kdežto na reversu je státní znak a sériové číslo. Obě strany přitom bývají bohatě graficky vyzdobeny a opatřeny různými ochrannými prvky.
České bankovky mají na aversu vyobrazeny české osobnosti, na reversu pak různé grafické motivy. Eurobankovky mají na líci okna nebo brány a na rubu mosty. 

## Metaforické užití
Spojení „rub a líc“ vyjadřuje zkušenost, že věci mívají kromě úpravného, přitažlivého líce také odvrácený rub, často nežádoucí stránku, kterou však nelze od líce oddělit. Toto poučení se však dá také obrátit:
„Každý rub má svůj líc.“ — Jiří Voskovec a Jan Werich  